# George Connor
George Connor (ur. 16 sierpnia 1908 w Rialto, Kalifornia, zm. 29 marca 2001 w Hesperia, Kalifornia) – amerykański kierowca wyścigów Indianapolis 500 w latach 1935–1952, którego wyniki były w latach 1950–1952 zaliczane do klasyfikacji Formuły 1. Jeździł w bolidzie skonstruowanym przez Kurtis Kraft oraz Lesovsky. Wystartował w 3 wyścigach formuły 1, lecz nigdy nie punktował. 

## Starty w Formule 1

### Statystyki
| Legenda oznaczeń w tabelach wyników Wyświetl szablon na nowej stronie | Legenda oznaczeń w tabelach wyników Wyświetl szablon na nowej stronie                                                                     |
| Oznaczenie                                                            | Wyjaśnienie |
| --------------------------------------------------------------------- | --- |
| Złoty                                                                 | Zwycięzca lub mistrzostwo |
| Srebrny                                                               | 2. miejsce lub wicemistrzostwo |
| Brązowy                                                               | 3. miejsce lub II wicemistrzostwo |
| Zielony                                                               | Ukończył, punktował (w klasyfikacji generalnej, gdy zdobył co najmniej jeden punkt na przestrzeni sezonu, poza trzema powyższymi opcjami) |
| Niebieski                                                             | Ukończył, nie punktował (w klasyfikacji generalnej, gdy nie zdobył co najmniej jednego punktu na przestrzeni sezonu)                      |
| Czerwony                                                              | Nie zakwalifikował się (NZ) |
| Czerwony                                                              | Nie prekwalifikował się (NPK) |
| Różowy                                                                | Nie ukończył (NU) |
| Różowy                                                                | Niesklasyfikowany (NS) (w klasyfikacji generalnej, gdy nie został sklasyfikowany w żadnym wyścigu sezonu)                                 |
| Czarny                                                                | Zdyskwalifikowany (DK) |
| Czarny                                                                | Wykluczony (WYK/EX) |
| Biały                                                                 | Nie wystartował (NW) |
| Biały                                                                 | Kontuzjowany (K/INJ) |
| Biały                                                                 | Wyścig odwołany (OD/C) |
| Bez koloru                                                            | Został wycofany (WYC/WD) |
| Bez koloru                                                            | Nie przybył (NP/DNA) |
| Bez koloru                                                            | Nie brał udziału w treningach (NT/DNP) |
| Bez koloru                                                            | Nie został zgłoszony (–) |
| Pogrubienie                                                           | Start z pole position |
| Kursywa                                                               | Najszybsze okrążenie wyścigu |
| †                                                                     | Nie ukończył, ale jego rezultat został zaliczony ze względu na przejechanie więcej niż 90% dystansu wyścigu.                              |
| *                                                                     | Sezon w trakcie |
| 1/2/3                                                                 | Punktowana pozycja w sprincie kwalifikacyjnym                                                                                             |
| Lista systemów punktacji Formuły 1                                    | |

| Sezon | Zgł. | Starty | PKT | P. | P1 | P2 | P3 | Punkt. | PP | NO | NS | DK | Zespoły             |
| ----- | ---- | ------ | --- | -- | -- | -- | -- | ------ | -- | -- | -- | -- | ------------------- |
| 1950  | 1    | 1      | 0   | 34 | -  | -  | -  | -      | -  | -  | -  | -  | Lou Moore           |
| 1951  | 1    | 1      | 0   | 80 | -  | -  | -  | -      | -  | -  | 1  | -  | Lou Moore           |
| 1952  | 1    | 1      | 0   | 39 | -  | -  | -  | -      | -  | -  | -  | -  | Federal Engineering |

| Sezony | Zgł. | Starty | PKT | Najwyższa pozycja (mistrzostwa) | P1 | P2 | P3 | Punkt. | PP | NO | NS | DK | Zespoły |
| ------ | ---- | ------ | --- | ------------------------------- | -- | -- | -- | ------ | -- | -- | -- | -- | ------- |
| 3      | 3    | 3      | 0   | 34                              | -  | -  | -  | -      | -  | -  | 1  | -  | 2       |

### Podsumowanie startów
| Ważne wyścigi     | Ważne wyścigi              |
| ----------------- | -------------------------- |
| Debiut            | Indianapolis 500 1950 (#1) |
| Ostatni           | Indianapolis 500 1952 (#3) |
| Najwyższe pozycje |                            |
| Kwalifikacje      | 13                         |
| Wyścig            | 19                         |